# Шлюснус, Генрих
Ге́нрих Шлю́снус (нем. Heinrich Schlusnus; 6.8.1888, Браубах — 18.3.1952, Франкфурт-на-Майне) — немецкий певец (баритон). Каммерзенгер (1917).

## Очерк биографии и творчества
Учился во Франкфурте-на-Майне у А. Веллига, стажировался в Берлине в 1920—1922 годах у Л. Бахнера. В 1914 году во время Первой мировой войны воевал, был ранен и комиссован. Дебютировал на оперной сцене в 1915 году в Гамбургской государственной опере (Королевский герольд в «Лоэнгрине» Р. Вагнера). В 1917—1945 годах солист Берлинской придворной оперы (с 1918 — Берлинская государственная опера); дебютировал в этом театре в партии Вольфрама фон Эшенбаха в «Тангейзере» Вагнера.
Много гастролировал в Европе и США, в том числе в Амстердаме (1919), Барселоне (1922), Вене (1923), Софии и Будапеште (1925), Чикаго (1927), Париже (1931, 1937), Стокгольме (1932). В 1930 году выступил (совместно с сопрано Claire Dux) в концерте в Карнеги-холле. В 1943 году по указу А. Гитлера за особые заслуги перед Третьим рейхом удостоен Медали Гёте за икусство и науку. В 1944 году включён как «важнейший» артист в Gottbegnadeten-Liste, благодаря чему избежал службы в вооружённых силах. После войны (1945—1950) работал солистом во Франфуртской опере. В 1949 году предпринял большое гастрольное турне по Южной Америке.
Основа репертуара Шлюснуса — оперы Дж. Верди (исполнял их в немецком переводе). Важное место в репертуаре певца занимали также оперы Вагнера. В 1933 году Шлюснус пел на Байройтском фестивале (Амфортас в «Парсифале»). Давал сольные концерты (с 1918) и записывался как камерный певец (в ансамбле с Францем Руппом, Михаэлем Раухайзеном, Себастьяном Пешко), почти исключительно в немецкоязычном репертуаре (Бетховен, Брамс, Шуберт, Шуман, Малер). Последний сольный концерт дал в апреле 1951 года в Ганновере.
Сохранилось значительное количество аудиозаписей Шлюснуса, среди них — полные записи опер «Риголетто» (1944) и «Сицилийская вечерня» (первая полная аудиозапись, 1951), большая выборка из «Травиаты» (1943) Дж. Верди, а также многие записи в камерном репертуаре.